# La Encarna con chiquilín
L'escultura urbana coneguda pel nom La Encarna con chiquilín, ubicada en l'entrecreuament dels carrers Uría i Marqués de Santa Cruz, al costat del conegut Campo de San Francisco, a la ciutat d'Oviedo, Principat d'Astúries, Espanya, és una de les més d'un centenar que adornen els carrers de l'esmentada ciutat espanyola.
El paisatge urbà d'aquesta ciutat, es veu adornat per obres escultòriques, generalment monuments commemoratius dedicats a personatges d'especial rellevància en un primer moment, i més purament artístiques des de finals del segle xx.
L'escultura, feta de bronze, és obra de Sebastián Miranda y Pérez-Herce, i està datada 1955.
Es tracta d'una còpia moderna que es va realitzar pòstumament per part de l'Ajuntament d'Oviedo un cop pagats tots els drets sobre aquesta i altres obres de Sebastián Miranda. La còpia és més gran que l'original, i ve a ser un homenatge a la maternitat. De fet presenta als peus una placa de bronze en la qual es llegeix: "LA ENCARNA CON CHIQUILÍN / MATERNIDAD/ AUTOR: SEBASTIAN MIRANDA / AJUNTAMENT DE OVIEDO / 21 - SEPTIEMBRE - 2005". A més, a la peanya de bronze sobre la qual s'assenta l'escultura, hi ha la signatura de l'autor: "S. Miranda ". L'obra es va dur a terme a la fosa “Arte Seis” de Madrid.